# Circonscription de Warringah
La circonscription de Warringah est une circonscription électorale australienne en Nouvelle-Galles du Sud. Elle est située en bord de mer au nord du centre-ville de Sydney. Elle comprend les quartiers de Mosman, Balgowlah, Manly, Brookvale, Beacon Hill and Forestville.
Elle a été créée en 1922 et porte le nom aborigène Warringah donné à la région de Sydney où elle est située.
Tony Abbott, premier ministre d'Australie du 18 septembre 2013 au 15 septembre 2015 fut le député de la circonscription de 1994 à 2019.
Depuis les élections fédérales de 2019, sa députée est l'indépendante Zali Steggall.

## Représentants
| Nom               | Parti            | Période de mandat |
| ----------------- | ---------------- | ----------------- |
| Granville Ryrie   | Nationaliste     | 1922-1927         |
| Archdale Parkhill | Nationaliste     | 1927-1931         |
| Archdale Parkhill | United Australia | 1931–1937         |
| Percy Spender     | Indépendant      | 1937-1940         |
| Percy Spender     | United Australia | 1940–1944         |
| Percy Spender     | Libéral          | 1944–1951         |
| Francis Bland     | Libéral          | 1951–1961         |
| John Cockle       | Libéral          | 1961–1966         |
| Edward St John    | Libéral          | 1966–1969         |
| Edward St John    | Indépendant      | 1969-1969         |
| Michael MacKellar | Libéral          | 1969–1994         |
| Tony Abbott       | Libéral          | 1994–2019         |
| Zali Steggall     | Indépendante     | 2019–en cours     |